# Gare d’Arras
Gare d’Arras – stacja kolejowa w Arras, w regionie Hauts-de-France, we Francji. Stacja posiada 4 perony.